# بمب خوشه‌ای

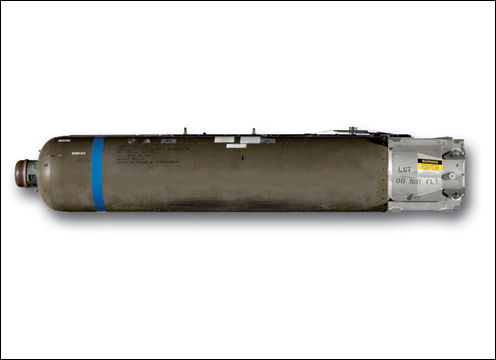
بمب خوشه‌ای آمریکایی سی‌بی‌یو ۸۷

مهمات خوشه‌ای به انواع وسایل انفجاری گفته می‌شود که در اثر یک انفجار اولیه تعداد زیادی مهمات کوچک‌تر را در منطقه انفجار پخش می‌کنند تا با فاصله زمانی پس از انفجار اول منفجر شوند.
هدف اصلی از کاربرد مهمات خوشه‌ای که در طول جنگ جهانی دوم ساخته شدند افزودن به شعاع تأثیر بمب و جلوگیری از پیشروی نظامی است. در بمب معمولی فقط ناحیه نزدیک به محل انفجار تخریب می‌شود ولی مهمات خوشه‌ای با پراکندن تعداد زیادی از بمب‌های کوچک‌تر بر منطقه وسیع‌تری تأثیر می‌گذارند. مهمات خوشه‌ای به صورت بمب خوشه‌ای، گلوله توپ خوشه‌ای و کلاهک موشک خوشه‌ای ساخته شده‌است. مهمات خوشه‌ای برای از بین بردن هدف‌های مختلف طرح می‌شوند. برخی برای تخریب، برخی برای کشتن و زخمی کردن نفرات و برخی برای نفوذ به زره طرح شده‌اند. بیشتر مهمات خوشه‌ای امروز برای ترکیبی از این کاربردها ساخته می‌شوند.
سازمان‌های مختلف بین‌المللی مانند صلیب سرخ و سازمان ملل با کاربرد این‌گونه مهمات مخالفت کرده‌اند.

## تولید و گسترش
اولین بمب خوشه‌ای SD-2 یا Sprengbombe Dickwandig 2 kg بودند که به نام بمب‌های پروانه‌ای شناخته می‌شدند این بمب‌ها در طول جنگ جهانی دوم توسط آلمان بکار برده شدند. تکنولوژی ساخت بمب‌های خوشه‌ای توسط آمریکا، روسیه و ایتالیا توسعه پیدا کرد. آمریکا از ۶ تا ۲۵ بمب M41 با فیوزهای حساس و نزدیک به هم که با سیم بهم متصل بودند ساخت.

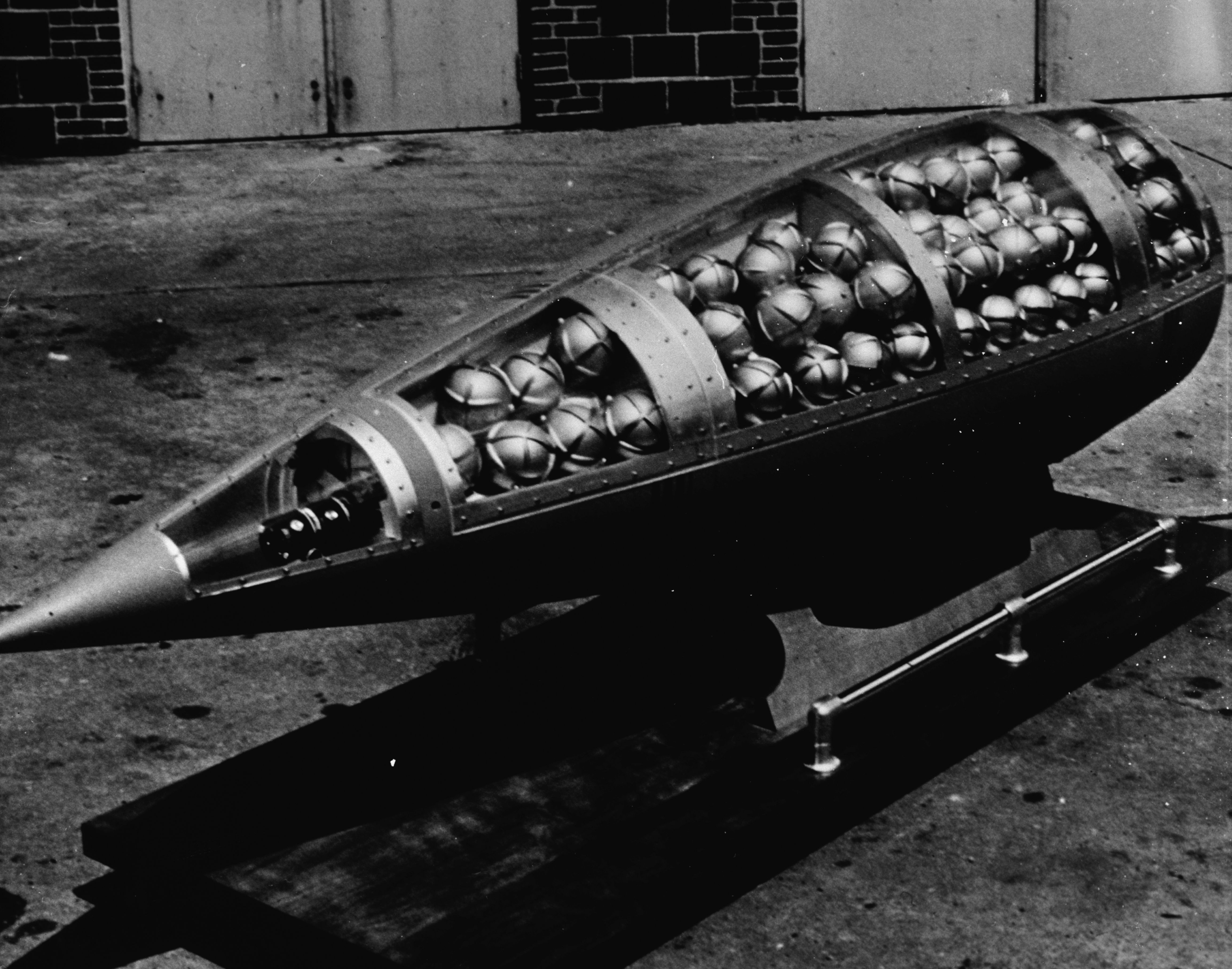
بمب خوشه‌ای آمریکایی ام ۱۳۴

## علل مخالفان
مخالفان استفاده از بمب‌های خوشه‌ای به دلیل اینکه بعضی از بمب‌های کوچکتر عمل نمی‌کنند و مانند مین عمل می‌کنند و استفاده از آن‌ها را غیراخلاقی می‌دانند.
همچنین ابزارهای خوشه‌ای بمب‌های کوچک زیادی را در یک منطقه وسیع منفجر می‌کنند که خطراتی را برای غیرنظامیان در حین حملات یا پس از آن ایجاد می‌کنند.
بمب‌های عمل‌نکرده، کوچک و شبیه اسباب‌بازی هستند و رنگ‌های درخشان دارند. برای همین توجه کودکان را جلب می‌کنند تا آن‌ها را بردارند و با آن‌ها بازی کنند. پس از جنگ اسرائیل و لبنان (۲۰۰۶) ۲۰ کودک توسط این دستگاه‌ها کشته و ۱۹۵ نفر مجروح شدند.

## پیمان منع بمب‌های خوشه‌ای
پس از مذاکرات ۲۰۰۸ در اسلو، بیش از ۱۰۰ کشور در مورد پیمان ممنوع شدن استفاده از بمب‌های خوشه ای که در همان زمان تولید می‌شدند به توافق رسیدند. پس از پیمان اسلو، در سال ۲۰۱۰ بیش از ۱۰۰ کشور در مورد پیمانی به توافق رسیدند که براساس آن ساخت، استفاده، انبار یا فروش بمب‌های خوشه‌ای ممنوع شود. یکی از مزایای این توافق منع تولید بمب‌های خوشه‌ای فعلی و امکان پاکسازی مناطقی که در آن‌ها از بمب‌های خوشه‌ای استفاده شده را می‌دهد. با این وجود این پیمان استفاده از بمب‌های خوشه‌ای را کاملاً ممنوع نکرده و اجازه تولید بمب‌های با دقت بیشتر را می‌دهد. کشور های عمده تولیدکننده بمب‌های خوشه ای مانند چین، ایالات متحده آمریکا، اسرائیل، روسیه و اوکراین این پیمان را امضا نکرده‌اند.

## بمب‌های عمل نکرده
مناطق عمده‌ای که شامل بمب‌های خوشه‌ای عمل نکرده هستند:
- لبنان
- افغانستان
- کوزوو
- عراق
- صحرای غربی
- لائوس
- ویتنام

کشورهایی که تحت تأثیر مهمات خوشه‌ای بوده‌اند شامل:
| - افغانستان - آلبانی - بوسنی و هرزگوین - کامبوج - چاد - کرواسی - اریتره - اتیوپی - گرجستان | - عراق - اسرائیل - کویت - لائوس - لبنان - مونته‌نگرو - پاکستان - روسیه (چچن) - عربستان سعودی - اوکراین | - صربستان (شامل کوزوو) - سیرالئون - سری‌لانکا - سودان - سوریه - تاجیکستان - ویتنام - ایران - یمن - صحرای غربی |

## کشورهایی که بمب خوشه ای تولید کرده‌اند
کشورهای زیر بمب خوشه ای تولید کرده‌اند. کشورهایی که با علامت ستاره مشخص شده‌اند از پایان سال ۲۰۱۸ تولید این نوع بمب را متوقف کرده‌اند.
ایران
- ارمنستان[۷][۸]
- جمهوری آذربایجان[۹]
- بحرین[۱۰][۱۱]
- چین[۱۲]
- کلمبیا[۱۳][۱۴]
- مصر[۱۵][۱۱]
- / اتیوپی[۱۶]
- اریتره[۱۷]
- فرانسه[۱۸]
- گرجستان[۱۹]
- / عراق[۲۰]
- اسرائیل[۲۱]
- / لیبی[۲۲]
- مراکش[۲۳]
- هلند[۲۴]
- نیجریه[۲۵][۲۶] (responsibility denied)
- روسیه[۲۷]
- عربستان سعودی[۲۸]
- / آفریقای جنوبی[۲۹]
- سری‌لانکا[۳۰] (responsibility denied)
- سودان[۳۱]
- سوریه[۳۲]
- تایلند[۳۳]
- ایالات متحده آمریکا[۳۴]
- اوکراین[۳۵][۳۶] (responsibility denied)[۳۶][۳۷]